# Adolfius
Adolfius is een geslacht van rechtvleugeligen uit de familie veldsprinkhanen (Acrididae). De wetenschappelijke naam van dit geslacht is voor het eerst geldig gepubliceerd in 1988 door Harz.

## Soorten
Het geslacht Adolfius  is monotypisch en omvat slechts de volgende soort:
- Adolfius nadigi (Harz, 1987)